# Žďárské vrchy

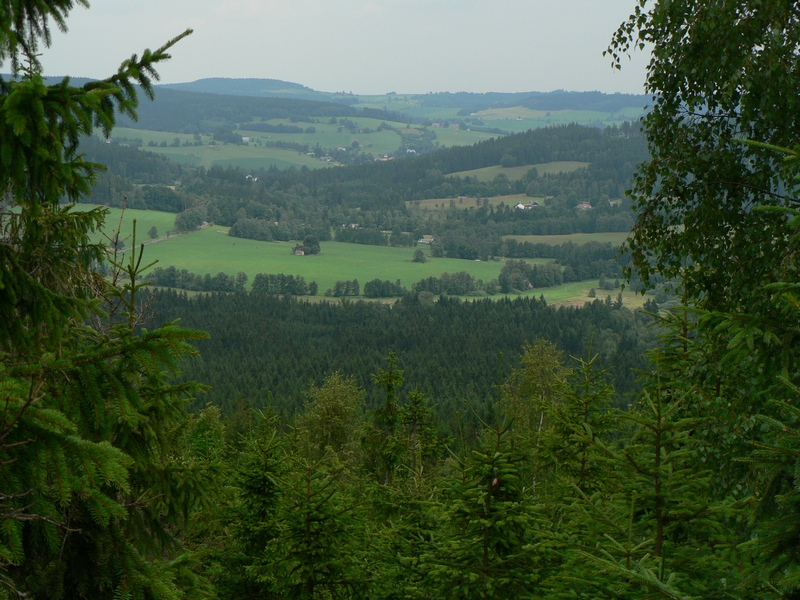
Centralna część Žďárskich vrchów

Žďárské vrchy (Góry Zdziarskie) – góry w środkowych Czechach, północno-wschodnia część Wyżyny Czesko-Morawskiej. Najwyższy szczyt (Devět skal) ma wysokość 836,3 m n.p.m. Góry zbudowane głównie z granitów. Występują pokłady grafitu, granitu i in. Zbocza pokryte są lasami iglastymi.